# Wapen van Palestina

Wapen van de Staat Palestina.

Wapen van de Palestijnse Autoriteit.

Het wapen van Palestina verbeeldt een gouden adelaar, die ook wel de Saladins Adelaar genoemd. Op de borst heeft de adelaar een schild in de kleuren van de vlag van Palestina. De adelaar staat op een wit voetstuk waarin in het Arabisch staat: فلسطين (Palestina). Het ontwerp van het wapen is afgeleid van wapens die in andere Arabische landen wordt gebruikt, zoals in Egypte, Irak en het oude wapen van Jemen.
Het wapen van de Palestijnse Autoriteit ziet er hetzelfde uit als het wapen van de staat Palestina, maar hierop staat de tekst: السلطة الفلسطينية (De Palestijnse Autoriteit).
Afghanistan · Armenië · Azerbeidzjan · Bahrein · Bangladesh · Bhutan · Brunei · Cambodja · China: Volksrepubliek / Republiek (Taiwan) · Cyprus · Filipijnen · Georgië · India · Indonesië · Irak · Iran · Israël · Japan · Jemen · Jordanië · Kazachstan · Kirgizië · Koeweit · Laos · Libanon · Malediven · Maleisië · Mongolië · Myanmar · Nepal · Noord-Korea · Oezbekistan · Oman · Oost-Timor · Pakistan · Palestina · Qatar · Rusland · Saoedi-Arabië · Singapore · Sri Lanka · Syrië · Tadzjikistan · Thailand · Turkmenistan · Turkije · Verenigde Arabische Emiraten · Vietnam · Zuid-Korea

Afhankelijke gebieden: Hongkong · Macau

Betwiste gebieden: Noord-Cyprus